# Farvegsalda
Farvegsalda är ett berg i republiken Island. Det ligger i regionen Austurland, 300 km nordost om huvudstaden Reykjavík. Toppen på Farvegsalda är 656 meter över havet.
Trakten runt Farvegsalda är nära nog obefolkad, med mindre än två invånare per kvadratkilometer. Det finns inga samhällen i närheten. Trakten runt Farvegsalda är ofruktbar med lite eller ingen växtlighet.